# Lammershagen
Lammershagen ist eine Gemeinde im Kreis Plön in Schleswig-Holstein. Bauersdorf, Bellin und Bullenkoppel sowie die Güter Friedeburg und Lammershagen liegen im Gemeindegebiet.

## Geografie und Verkehr
Lammershagen liegt am Südufer des Selenter Sees, des nach dem Großen Plöner See zweitgrößten Sees in Schleswig-Holstein, und an der Bundesstraße 202 von Kiel nach Lütjenburg.

## Geschichte

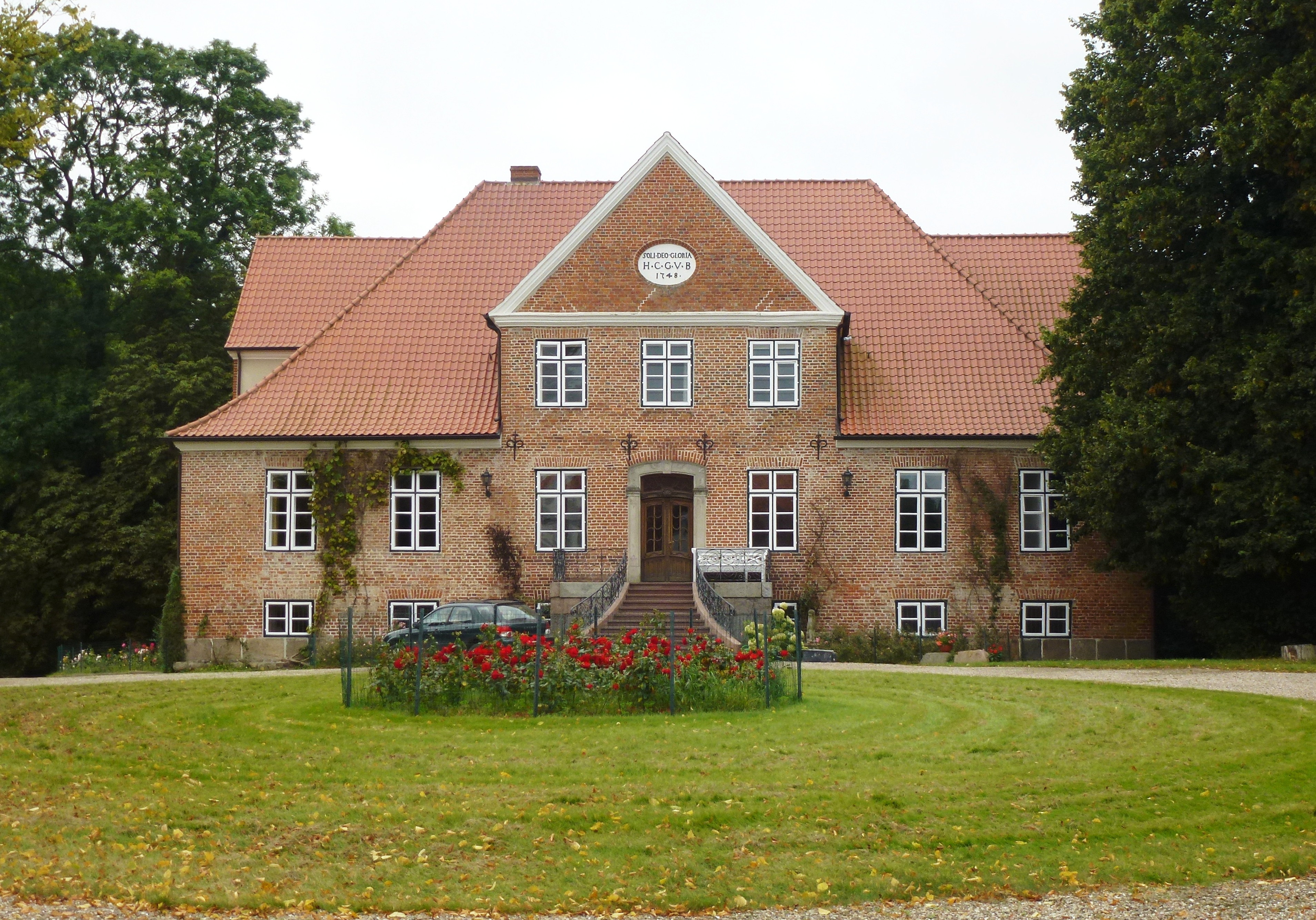
Herrenhaus Lammershagen

Das Gut Lammershagen, das dem Ort seinen Namen gab, war im Mittelalter im Besitz der ritterschaftlichen Familie Split. Das gut erhaltene Torhaus stammt aus dem Jahre 1743 und wurde vermutlich vom Baumeister Rudolph Matthias Dallin errichtet. Mitte des 18. Jahrhunderts kam ein Herrenhaus und ein monumentales Stallgebäude dazu, als Heinrich Christoph Graf von Baudissin der Eigner war.
In Bellin befand sich im Zweiten Weltkrieg ein Seefliegerhorst, der durch die damals bestehende Kleinbahn Kirchbarkau–Preetz–Lütjenburg verkehrsmäßig erschlossen war. Nach dem Zweiten Weltkrieg wurde der Fliegerhorst, der weitgehend aus RAD-Baracken bestand, als Flüchtlingslager, das etwa 400 Flüchtlinge vor allem aus Pommern, Brandenburg, Schlesien, West- und Ostpreußen beherbergte, genutzt. Dieses Flüchtlingslager wurde auch zur zweiten Heimat der Familie Deppert, dessen Vater Karl Nikolaus dort Bürgermeister, der älteste Sohn Friedrich später Architekt und Bauingenieur in Kiel, der zweite Sohn Heinrich Musikprofessor in Stuttgart, die erste Tochter Margareta Yogalehrerin in Ratzeburg, der dritte Sohn Wolfgang Richard Philosophieprofessor in Kiel und die zweite Tochter Inge Gymnastiklehrerin in Bremen wurde.
Durch den Umstand, dass die dünn besiedelte Gemeinde Lammershagen nach dem Zweiten Weltkrieg einen starken, durch viele Flüchtlinge bedingten, Bevölkerungszuwachs erhielt, kam es zu dem höchst seltenen Ereignis, dass der Flüchtling Karl Deppert (BHE) 1950 zum Bürgermeister der Gemeinde Lammershagen gewählt wurde.

## Politik

### Gemeindevertretung
Bei der Kommunalwahl am 14. Mai 2023 wurden insgesamt neun Sitze vergeben. Von diesen erhielt die Freie Wählergemeinschaft Lammershagen fünf Sitze, die Grünen drei Sitze und die SPD einen Sitz.

### Wappen
Blasonierung: „Von Blau und Silber durch fünf Zinnen geteilt. Oben ein silberner Fisch (Maräne), unten ein roter Flechtzaun.“

## Wirtschaft
Die Gemeinde ist überwiegend landwirtschaftlich geprägt. Die Befischung des Selenter Sees wird weitgehend von der Fischerei in Bellin betrieben. Da wegen seiner großen Tiefe im Selenter See die seltenen und sehr begehrten großen und kleinen Maränen vorkommen, hat der Maränenfischfang für die Belliner Fischerei seit alters her eine große Bedeutung. Besonders in geräucherter Form werden die Maränen bis nach Berlin verkauft.